# Nicola Costantino
Nicola Costantino (Rosario, Argentina 1964) és una artista argentina contemporània. Pertany a una generació d'escultors que, a partir de l'hiperrealisme que permeten els nous materials sintètics, reprodueixen escenes naturals en el límit de l'abjecció. La seva intervenció a l'Espai 13 de la Fundació Joan Miró, que va dur a terme després de participar el 1998 a la Biennal de São Paulo, va consistir en un fris de resina amb fetus d'animals, que representava l'antropofàgia del consum massiu.

## Biografia
Va cursar la carrera de Belles Arts a la Universidad Nacional de Rosario, ciutat on va fer les seues primeres exposicions i els seus treballs. Es trasllada a Buenos Aires el1996. Els seus treballs se centren en procediments culturals i psicològics elaborats per l'home que guarden revelació amb la supervivència. Es pregunta el perquè de les visions comunes del públic, aprofundint en una estètica dins de l'esfera de les perversions, els desitjos i les obscenitats.